# Pressione dinamica
La pressione dinamica è la componente dinamica della pressione di un fluido in moto, ovvero indica l'incremento di pressione derivante dall'energia cinetica del fluido.
La pressione dinamica q viene misurata in Pascal nel SI, ed è data dalla seguente relazione:
{\displaystyle q={\frac {1}{2}}\rho u^{2}}
dove  {\displaystyle \rho } è la densità (nel SI misurata in kg/m3) e u la velocità di flusso (nel SI si esprime in m/s).

Per determinare la pressione in un punto del fluido, la pressione dinamica deve essere sommata alla pressione idrostatica.
Nei lanci spaziali, il punto di max q è il punto di pressione dinamica massima e corrisponde alla condizione di massimo sforzo meccanico per i veicoli spaziali.